# Niżniaja Tura
Niżniaja Tura (ros. Нижняя Тура) – miasto w Rosji w bezpośrednim podporządkowaniu obwodu swierdłowskiego.
Położone na wschodzie Środkowego Uralu nad rzeką Turą, 254 km od Jekaterynburga. Prawa miejskie od 1949. W 2005 liczyło 23,7 tys. mieszkańców.

## Historia
Powstało w 1754 roku jako osiedle budowniczych zakładu metalurgicznego. W 1824 w okolicy, nad brzegami rzek Is, Wyja i Tura odkryto złoża złota i platyny. Powstałe tu kopalnie dostarczały ponad 50% urobku złota i platyny na całym Uralu.